# Demonax apicipennis
Demonax apicipennis es una especie de insecto coleóptero de la familia Cerambycidae. Estos longicornios se encuentran en Célebes y en Ceram (Indonesia).
Mide entre 11,2 y 11,8 mm.